# 三陟市
三陟市（：／ Samcheok si */?）是位於大韓民國江原特别自治道東南部的一個市。面積1185.8平方米，擁有海岸線58.4km。三陟市的市花是大字杜鹃，市樹是榉树，市鳥是海鸥。至2007年12月末，有70,924人口，其中男性35,653人,女性35,138人。行政區劃由2邑、6面、4個行政洞和27個法定洞組成。

## 位置

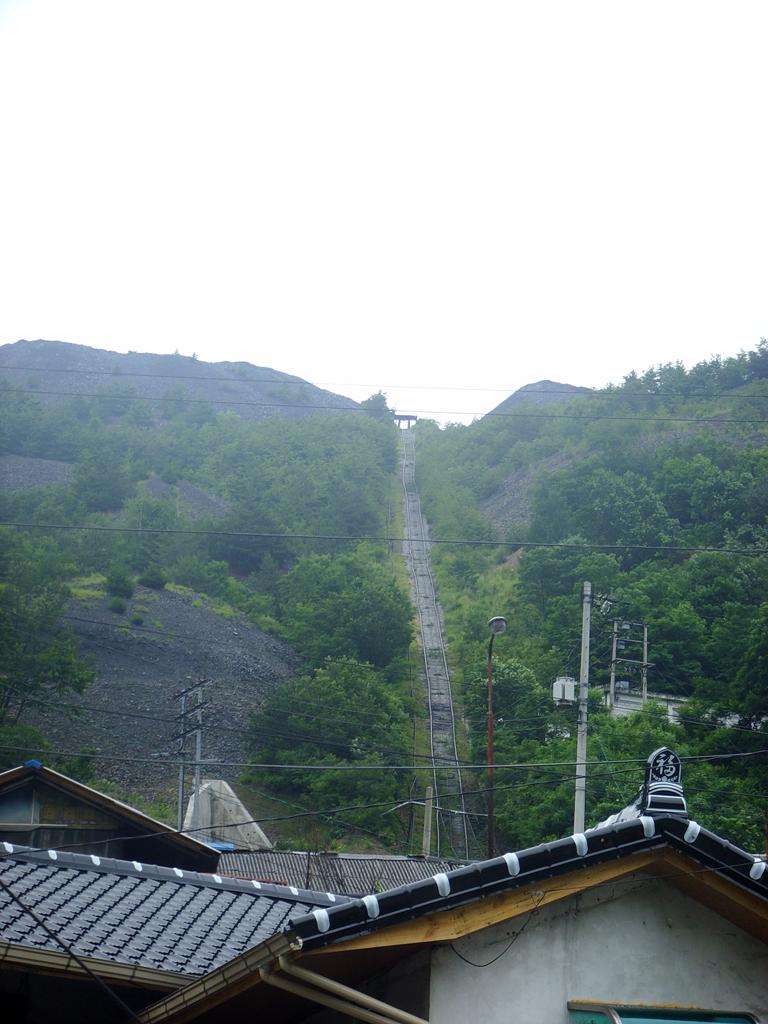
Dogye礦山

三陟市的最東端位於遠德邑的月川里(東經129°21′58″)，最西端位於下長面的公田里(東經128°57′01″)，東西間距離45.75km。最南端位於柯谷面的豐谷里(北緯37°02′10″)，最北端位於校洞的甑山(北緯37°28′26″)南北間距離 48.60km。

## 行政區劃
| 行政洞・邑・面 | 法定洞・法定里 |
| -------------- | --- |
| 南陽洞         | 南陽洞、史直洞、梧紛洞、積老洞、鳥飛洞 |
| 校洞           | 葛川洞、校洞、麻達洞、禹池洞、甑山洞 |
| 汀羅洞         | 汀上洞、汀下洞 |
| 城内洞         | 乾芝洞、近山洞、塘底洞、桃京洞、登鳳洞、馬坪洞、城南洞、城内洞、城北洞、五士洞、元堂洞、邑上洞、邑中洞、紫園洞、平田洞                             |
| 道溪邑         | 古士里、九士里、訥口里、道溪里、馬橋里、武巾里、發理里、山基里、上德里、新里、深浦里、田頭里、店里、次口里、汗乃里、黄鳥里、興田里                 |
| 遠德邑         | 葛南里、臨院里、沃原里、山陽里、湖山里、理川里、月川里、沙谷里、杞谷里、魯谷里、魯耕里                                                             |
| 新基面         | 新基里、西下里、古武陵里、大耳里、大基里、大坪里、安衣里、馬次里                                                                                   |
| 柯谷面         | 湯谷里、梧木里、梧底里、豊谷里、東活里 |
| 下長面         | 中峯里、番川里、宿岩里、広洞里、長田里、楸洞里、葛田里、兔山里、公田里、屯田里、易屯里、大田里、龍淵里、汗沼里、板門里、於里                       |
| 近德面         | 光泰里、交柯里、橋谷里、宮村里、金鶏里、德山里、東幕里、梅院里、府南里、上孟芳里、龍化里、莊湖里、草谷里、下孟芳里                                 |
| 未老面         | 古川里、内未老里、東山里、三巨里、士屯里、武士里、下巨老里、下士田里、上巨老里、上士田里、下鼎里、上鼎里、川基里、活耆里                           |
| 蘆谷面         | 閭三里、宇發里、上軍川里、上麻邑里、上班川里、上月山里、上川基里、下軍川里、下麻邑里、下班川里、下月山里、古自里、開山里、屯達里、舟旨里、中麻邑里 |

## 教育
| \| \| - 柯谷高等學校 - 道溪高等學校 - 道溪電算情報高等學校 - 三一高等學校 - 三陟高等學校 \| - 三陟女子高等學校 - 三陟電子工業高等學校 - 遠德高等學校 - 下長高等學校 \| |                                                                                    |                                                                         |
| | - 柯谷高等學校 - 道溪高等學校 - 道溪電算情報高等學校 - 三一高等學校 - 三陟高等學校 | - 三陟女子高等學校 - 三陟電子工業高等學校 - 遠德高等學校 - 下長高等學校 |

| \| \| - 柯谷中學校 - 近德中學校 - 道溪女子中學校 - 道溪中學校 \| - 未老中學校 - 三一中學校 - 三陟女子中學校 - 三陟中學校 \| - 遠德中學校 - 臨院中學校 - 莊湖中學校 - 下長中學校 \| |                                                         |                                                         |                                                     |
| | - 柯谷中學校 - 近德中學校 - 道溪女子中學校 - 道溪中學校 | - 未老中學校 - 三一中學校 - 三陟女子中學校 - 三陟中學校 | - 遠德中學校 - 臨院中學校 - 莊湖中學校 - 下長中學校 |

| \| \| - 近德初等學校 - 道溪初等學校 - 孟芳初等學校 - 未老初等學校 - 三陟初等學校 - 三陟南初等學校 \| - 三陟中央初等學校 - 西部初等學校 - 新東初等學校 - 梧底初等學校 - 臨院初等學校 - 莊原初等學校 \| - 莊湖初等學校 - 汀羅初等學校 - 眞珠初等學校 - 下長初等學校 - 興田初等學校 - 湖山初等學校 \| |                                                                                             |                                                                                               |                                                                                           |
| | - 近德初等學校 - 道溪初等學校 - 孟芳初等學校 - 未老初等學校 - 三陟初等學校 - 三陟南初等學校 | - 三陟中央初等學校 - 西部初等學校 - 新東初等學校 - 梧底初等學校 - 臨院初等學校 - 莊原初等學校 | - 莊湖初等學校 - 汀羅初等學校 - 眞珠初等學校 - 下長初等學校 - 興田初等學校 - 湖山初等學校 |

## 姐妹城市
- 中国东营市（1999年3月24日）
- 中国鸡西市[1]（2008年5月21日）

## 外部連結
- 三陟市政府網站（页面存档备份，存于）（繁體中文）
- 三陟市政府網站（页面存档备份，存于）（简体中文）